# إبانترياس
الإبانترياس هو جنس غير متفق على ماهية تصنيفه ووُجوده من عدمه يَضمُّ ديناصوراً ثيروبوديًّا من أقارب الألوصور وثيقي الصلة به، عاشَ خلال الفترتين الكمردجية والتيثونية من العصر الجوراسي المتأخر. كان أول من وصف هذا الديناصور هو الإحاثي إدوارد درينكر كوب، وكان ذلك في عام 1878. يُعد النوع الرئيسيُّ لهذا الجنس هو «الإبانترياس أمبليكسوس». وهو مبنيٌّ بشكل أساسي على عيِّنة «م.أ.ت.ط 5767»، التي تتألف من أشلاء ثلاث فقرات وعظمة مشط قدم وعظم غرابي. وعلى الرُّغم من أن كوب اعتقد في البداية أن ما وجده كان بقايا صوروبود، فقد تبيَّنت لاحقاً حقيقة أنها بقايا ثيروبود. ثم أعاد غريغوري س. باول النظر في العينات عام 1988، وخرجَ بنتيجة أنها تعود إلى ألوصور كبير (وقد كان هو من صنَّف تلك العينة باسم النوع «إبانترياس. أمبليكسوس»).. وقد ذهبَ آخرون إلى أبعد من ذلك، حيث اعتبروا الإبانترياس مجرَّد فرد كبير الحجم من نوع «الألوصور. فراغيليس». في عام 2010، لاحظَ باول وكنيث كاربنتر أن بقايا «الإبانترياس. أمبليكسوس» كانت قد استُخرجت من طبقات في تشكيل موريسون أعلى من تلك التي استخرجت منها عظام «الألوصور. فراغيليس»، مما دفعهما إلى الاعتقاد بأنهما قد يكونان نوعين منفصلين.